# Пирин (1923 – 1924)
Вижте пояснителната страница за други значения на Пирин.
„Пирин“ с позаглавие Македоно-одрински лист е български вестник на македонската емиграция в България преди Втората световна война. Излиза в София седмично от 1923 до 1924 година.

## История
| Годишнина | Броеве  | Дата                                |
| --------- | ------- | ----------------------------------- |
| I         | 1 – 12  | 15 октомври 1923 – 30 декември 1923 |
| II        | 13 – 26 | 6 януари 1924 – 6 април 1924        |

Издание е на Илинденската организация. Редакционният комитет, списващ вестник „Илинден”, решава да смени името на „Пирин“. Идеологически подкрепя федералисткото крило в македонското революционно движение. От вестника излизат 26 броя. Печата се в столичната печатница на Земеделска кооперативна банка. Вестникът е спрян от правителството на Александър Цанков в 1924 година. Вместо него започва да излиза вестник „20 юли“. Сред редакторите на вестник „Пирин“ за Арсени Йовков, Георги Занков и други.